# Truco
Truco oder truc ist der Name eines in Südamerika und Spanien sehr verbreiteten Kartenspiels. In Argentinien und Uruguay ein  Nationalspiel, ist es auch in Teilen Brasiliens sowie mit leichten Abweichungen der Regeln in Paraguay und Venezuela bekannt. Der Ursprung des Spiels liegt auf den Balearen und in der Region Valencia. In Brasilien gibt es eine Variante des Spiels, welche nur in wenigen Grundsätzen noch dem Original entspricht.

## Anzahl der Spieler, Ziel
Truco kann mit vier Spielern, aber auch mit zwei oder sechs Spielern gespielt werden. Ziel ist es, mit Hilfe möglichst hoher Karten als erster mindestens 30 Punkte zu erreichen.

## Die Karten
Truco wird mit 40 spanischen Karten gespielt. Es gibt folgende Karten:
- 1 (As oder Ancho)
- 2
- 3
- 4
- 5
- 6
- 7
- 10 (Sota; Bube)
- 11 (Caballo; Ross)
- 12 (Rey; König)

Die vier Farben für jede Karten sind:
- oros (Münzen)
- copas (Pokale)
- espadas (Schwerter)
- bastos (Knüppel)

## Reihenfolge der Karten
Vier Karten sind die höchsten im Spiel (cartas bravas):
- 1 de espadas ("macho")
- 1 de bastos ("hembra")
- 7 de espadas
- 7 de oros

Die übrigen Karten sind diesen nachgeordnet: 3, 2, 1 (Rest), 12, 11, 10, 7 (Rest), 6, 5, 4. Eine Reihenfolge unter den Farben gibt es nicht.

## Das Spiel

### Truco
Jeder Spieler erhält drei Karten; diese werden der Reihe nach ausgespielt. Am Ende dieser Prozedur wird ermittelt, wer die aktuelle Runde gewonnen hat. Gewonnen hat, wer in der Mehrzahl der Durchgänge die höchste Karte ausgespielt hat. Tritt in einem der drei Durchgänge ein Gleichstand auf, so ist der frühere der beiden Durchgänge ausschlaggebend, wo kein Gleichstand herrschte. Enden alle drei Durchgänge im Gleichstand, so gewinnt die mano (Hand; zu Spielbeginn der Spieler rechts neben dem Kartengeber). Die eben beschriebene Spielart wird als truco bezeichnet. Spielt man nur in der eben beschriebenen Weise, erhält die Gewinnerpartei einen Punkt.
Zu jeder Zeit im Spiel kann übrigens ein Spieler, der gerade an der Reihe ist, aus der Runde aussteigen; er sagt dann: Me voy al mazo (ich steige aus). Die Gegenpartei hat dann automatisch gewonnen.

### Erhöhung des Spieleinsatzes
Durch eine Ansage kann eine Partei den Spieleinsatz, der im Normalfall einen Punkt beträgt, erhöhen. Die Gegenpartei muss auf diese Ansage reagieren; sie sagt:
- quiero (ich will): Die Ansage wird akzeptiert und der Spieleinsatz erhöht.
- no quiero (ich will nicht): Die Ansage wird zurückgewiesen, der Spieleinsatz wird nicht (oder nicht weiter) erhöht. Die aktuelle Runde ist automatisch beendet, die andere Partei hat gewonnen.

Ist die Ansage akzeptiert worden, so kann sie von der Partei, die sie akzeptiert hat, um eine Stufe erhöht werden, was wiederum von der anderen Partei bestätigt oder zurückgewiesen werden muss.
Die möglichen Ansagen zur Erhöhung des Spieleinsatzes sind:
- Truco: Der Spieleinsatz wird auf 2 erhöht.
- Retruco: Der Spieleinsatz wird auf 3 erhöht.
- Vale cuatro: Der Spieleinsatz wird auf 4 erhöht.

### Envido
Envido ist eine Phase des Spieles, die dann zum Tragen kommt, wenn einer der Spieler in seinen Karten zwei gleichfarbige Karten hat. Sie hat in ihrer Abrechnung nichts mit dem übrigen Spiel zu tun (der Einsatz wird im Folgenden deshalb mit „Wetteinsatz“ bezeichnet). Der Spieler mit zwei gleichfarbigen Karten hat folgende Möglichkeiten zur Ansage:
- Envido: Der Wetteinsatz erhöht sich um 2 Punkte.
- Real Envido: Der Wetteinsatz erhöht sich um 3 Punkte.
- Falta Envido: Der Wetteinsatz erhöht sich um so viele Punkte, wie zum Gewinn von 30 Punkten und damit zum Gewinn der Partie notwendig sind.

Die Gegenpartei kann auf die Wette in folgender Weise antworten:
- quiero (ich will): Die Wette (oder ggf. Wetterhöhung) wird akzeptiert, die Wette erhöht sich entsprechend, der Wettvorgang ist abgeschlossen.
- no quiero (ich will nicht) Die aktuelle Wetterhöhung wird nicht akzeptiert, die Wette wird auf dem bisherigen Stand festgeschrieben, der Wettvorgang ist abgeschlossen. Die Gegenpartei erhält am Ende der Runde den Wetteinsatz, mindestens jedoch einen Punkt.
- eine andere Wette, entweder auf der gleichen Ebene oder einer höheren, worauf die Gegenseite wieder reagieren muss. Die Wette läuft so lange weiter, bis eine der beiden Parteien quiero oder no quiero gesagt hat.

Wer den Wetteinsatz am Ende der Runde erhält, entscheidet sich daran, wer das höchste Kartenpaar hat (bei Gleichstand gewinnt die mano).
Zur Ermittlung der jeweiligen Punktzahl zählt man die beiden Karten, die das Paar bilden, zusammen. Die Karten haben folgende Punkte:
- Die Karten 10, 11 und 12 haben 0 Punkte.
- Alle anderen Karten haben den Wert, der auf der Karte steht (1 bis 7).

Zu der Punktsumme der beiden Karten werden 20 Punkte addiert.
Ist überhaupt kein Paar vorhanden, dann nimmt man die höchste der drei Karten (keine Addition von 20 Punkten).
Die mano muss nun ihre Punkte bekanntgeben, danach folgen die anderen. Diese haben aber die Möglichkeit, ihre Punktzahl geheim zu halten, wenn ihre Punktzahl geringer ist als die soeben angesagte; dies geschieht mit der Ansage von son buenas (sie, d. h. die Karten, sind gut).
Nach dem Ende von Envido wird das Truco-Spiel fortgesetzt.
Die Spielart Flor kommt dann zum Tragen, wenn einer der Spieler drei gleichfarbige Karten hat. Dies gibt ihm sofort 3 Punkte. Hat ein anderer Spieler ebenfalls drei gleichfarbige Karten, so kann er mit contraflor den Einsatz auf 6 Punkte erhöhen, die Werte werden dann wie beim Envido zusammengezählt. In einer Runde mit Flor ist kein normaler Envido möglich. Es gibt zahlreiche regionale Zusatzvarianten dieser Spielart, oft wird jedoch auf Flor ganz verzichtet.
Am Ende des Durchgangs (oder auch sofort nach dem Erzielen) bekommt jede der Parteien ihre Punkte gutgeschrieben, getrennt nach Truco, Envido und ggf. Flor.

### Gestische Zeichen
Es gibt keine Einschränkungen bezüglich der Kommunikation während des Spiels. Um dem Partner Informationen über die Karten zu geben, die ein Spieler in der Hand hat, sind bestimmte gestische Zeichen üblich, die von Region zu Region unterschiedlich sind.

### Falschansagen
Es ist üblich, durch falsches Ansagen, etwa des Einsatzes, die Gegenpartei zu verwirren. So wird etwa auf die Einsatzerhöhung truco mit bueno oder vale statt quiero geantwortet, was im Spanischen eine ähnliche Bedeutung hat. Laut den Regeln ist jedoch nur die originale Ansage zulässig, so dass die Einsatzerhöhung in diesem Fall nicht als angenommen gilt. Ebenfalls ungültig ist es, wenn Truco und Envido durch andere, ähnlichklingende Worte (etwa turco statt Truco oder embudo statt Envido) ersetzt werden.
Im Gegensatz dazu gilt eine der offiziellen Aussagen immer, auch wenn sie nur als Kommentar zum Spiel erwähnt wird. Macht also ein Spieler den Fehler, seinen Partner mit tienes envido zu fragen, ob dieser im Envido eine gute Punktzahl erreichen würde, so gilt der Envido angesagt, dasselbe gilt für die Erhöhungen des Spieleinsatzes. Daher werden in der Kommunikation unter den Mitspielern Synonyme für diese Worte verwendet; die Frage nach dem Envido wird etwa durch tienes puntos ("hast du Punkte?") ersetzt.
Auch die Werte des Envidos oder der Flor können falsch angesagt werden, in der Hoffnung, die Gegenpartei macht nicht von ihrem Recht Gebrauch, die Karten nach Ende des Spiels aufgedeckt vorzeigen zu lassen. Wird dieses Falschansagen entdeckt, werden die erzielten Punkte der anderen Partei gutgeschrieben.